# Бейнаско
Бейнаско (итал. Beinasco, пьем. Beinasch) — коммуна на севере Италии. Расположена в области Пьемонт, в провинции Турин.
Население составляет 18 060 человек (2017 г.), плотность населения составляет 2684 чел./км². Коммуна занимает площадь 6,73 км². Почтовый индекс — 10092. Телефонный код — 011.
Покровителем коммуны почитается святой апостол Иаков Старший, празднование 25 июля.

## Демография
Динамика населения:

## Города-побратимы
- Пьятра-Нямц, Румыния (2001)
- Манильва, Испания (2009)

## Администрация коммуны
- Официальный сайт: https://web.archive.org/web/20180909074209/http://www2.comune.beinasco.to.it/